# 茨城県立波崎高等学校
茨城県立波崎高等学校（いばらきけんりつ はさきこうとうがっこう）は、茨城県神栖市土合本町に所在する公立の高等学校。

## 設置学科
- 普通科
- 機械科
- 電気科
- 工業化学・情報科